# Claus Christiansen
Pour les articles homonymes, voir Christiansen.
Claus Christiansen est un footballeur danois né le 19 octobre 1967 à Aarhus.

## Carrière
- 1985-1997 : Lyngby BK  Danemark
- 1997-1998 : Herning Fremad  Danemark

## Palmarès
- 5 sélections et 0 but avec l'équipe du Danemark.